# J Sharp
A szócikk címe technikai okok miatt pontatlan. A helyes cím: J#.
A J# egy, a Microsoft által fejlesztett objektumorientált programozási nyelv, mely a Java- és Visual J++-programozóknak az át- és a belépést kívánta megkönnyíteni a .NET keretrendszer környezetébe. Hosszú ideig dolgoztak a Java-fejlesztők, hogy a C#-ben a .NET minden funkcióját használni tudják. A J# célja volt az is, hogy a Java-fejlesztők könnyebben tudjanak megfelelő Java-kódot a környezetbe átvinni, hogy új projektekben másik .NET-nyelven, például C# nyelven fel tudják használni.
A Microsoft 2007. január 10-én bejelentette a J# fejlesztésének végét, és hogy nem jelenik meg új verzió a Visual Studio 2008-ban. A Visual Studio 2005 volt így a J#-t tartalmazó utolsó verzió. 2015-ig tartott a kiterjesztett támogatás, mely hibajavításokból állt.

## Eltérések a J# és a Java közt
Mindkét nyelv hasonló alapszintaxissal működik, de eltérő futásidejű környezeten alapulnak. A J# a CLR (Common Language Runtime) rendszert használja, a Java az ahhoz hasonló Oracle JRE (Java Runtime Environment) rendszert.
A Visual Studio 2005-ben a Microsoft a Javából származó névterek és osztályok nagy részét átvette, megkönnyítendő a .NET keretrendszerrel való munkát Javában- Különösen a szabvány- és a Swing-osztályok átváltására került nagy hangsúly. Ezenkívül van egy fordító, mely a J#-forrásokat C#-ba fordítja.
A J# nem fordít Java nyelvű forráskódot Java bájtkódra (.class fájlok), és nem támogatja Java appletek fejlesztését vagy böngészőben való tárolását, azonban a Microsoft J# Browser Controlsban ActiveX-objektumokként tárolhatók. A Java Native Interface (JNI) és nyers natív felület (RNI) helyett P/Invoke van, és a J# nem támogatja a távoli metódusinvokációt (RMI).
Az InfoWorld szerint „A J# felülete a .NET keretrendszerhez szilárd, de nem olyan, mint a C#-é. Például a J#-kódban nem definiálhatók új .NET-attribútumok, események, értéktípusok vagy függvénymutatók. A J# akkor használhatja őket, ha másik nyelvben írt összerakó nyelvben írják, de az újak definiálásának hiánya korlátozza a J# működését és használhatóságát más .NET-nyelvekhez képest.”
Azonban a Microsoft Visual Studio 2005-dokumentációja részletezi a .NET-függvénymutatók events, és értéktípusok J#-ban való definiálását.

## Példaprogramok
Az alábbi példák a J# felépítését és használatát mutatják be:
```
import
 
System.Console
;

import
 
System.Windows.Forms.*
;

public
 
final
 
class
 
Program
 
extends
 
Object

{

    
public
 
final
 
static
 
String
 
HalloWeltAusdruck
 
=
 
"Helló, világ!"
;

    
/**

     * Bemenet

     */

    
public
 
static
 
void
 
main
(
String
[]
 
args
)

    
{

        
(
new
 
Program
()).
Run
(
args
);

    
}

    
/**

     * „Helló, világ!” standard kimenetre (gyakran konzolra) való írása

     */

    
private
 
void
 
DefOutput
()

    
{

        
System
.
Console
.
WriteLine
(
"Konzolkimenet…\n"
);

        
Console
.
get_Out
().
WriteLine
(
HalloWeltAusdruck
);

        
System
.
Console
.
WriteLine
(
"Nyomja meg az ENTER-t a továbblépéshez.\n"
);

        
Console
.
ReadLine
();

    
}

    
/**

     * Nem statikus bemeneti pont

     */

    
private
 
void
 
Run
(
System
.
String
[]
 
args
)

    
{

        
// Kimenet → konzol

        
this
.
DefOutput
();

        
// Kimenet Windowsra

        
WinOutput
();

    
}

    
/**

     * „Helló, világ!” kimenet ablakként

     */

    
private
 
void
 
WinOutput
()

    
{

        
System
.
Console
.
WriteLine
(
"Kimenet ablakként…"
);

        
MessageBox
.
Show
(
Program
.
HalloWeltAusdruck
,
 
"Kimenet üzenőablakként."
);

        
System
.
Console
.
WriteLine
(
"Nyomja meg az ENTER-t a továbblépésre.\n"
);

        
Console
.
ReadLine
();

    
}

}

```

## Fordítás
- Ez a szócikk részben vagy egészben  a   J-Sharp című német Wikipédia-szócikk ezen változatának fordításán alapul.  Az eredeti cikk szerkesztőit annak laptörténete sorolja fel. Ez a jelzés csupán a megfogalmazás eredetét és a szerzői jogokat jelzi, nem szolgál a cikkben szereplő információk forrásmegjelöléseként.
- Ez a szócikk részben vagy egészben  a   Visual J Sharp című angol Wikipédia-szócikk ezen változatának fordításán alapul.  Az eredeti cikk szerkesztőit annak laptörténete sorolja fel. Ez a jelzés csupán a megfogalmazás eredetét és a szerzői jogokat jelzi, nem szolgál a cikkben szereplő információk forrásmegjelöléseként.